# アーレフ・ガズヴィーニー

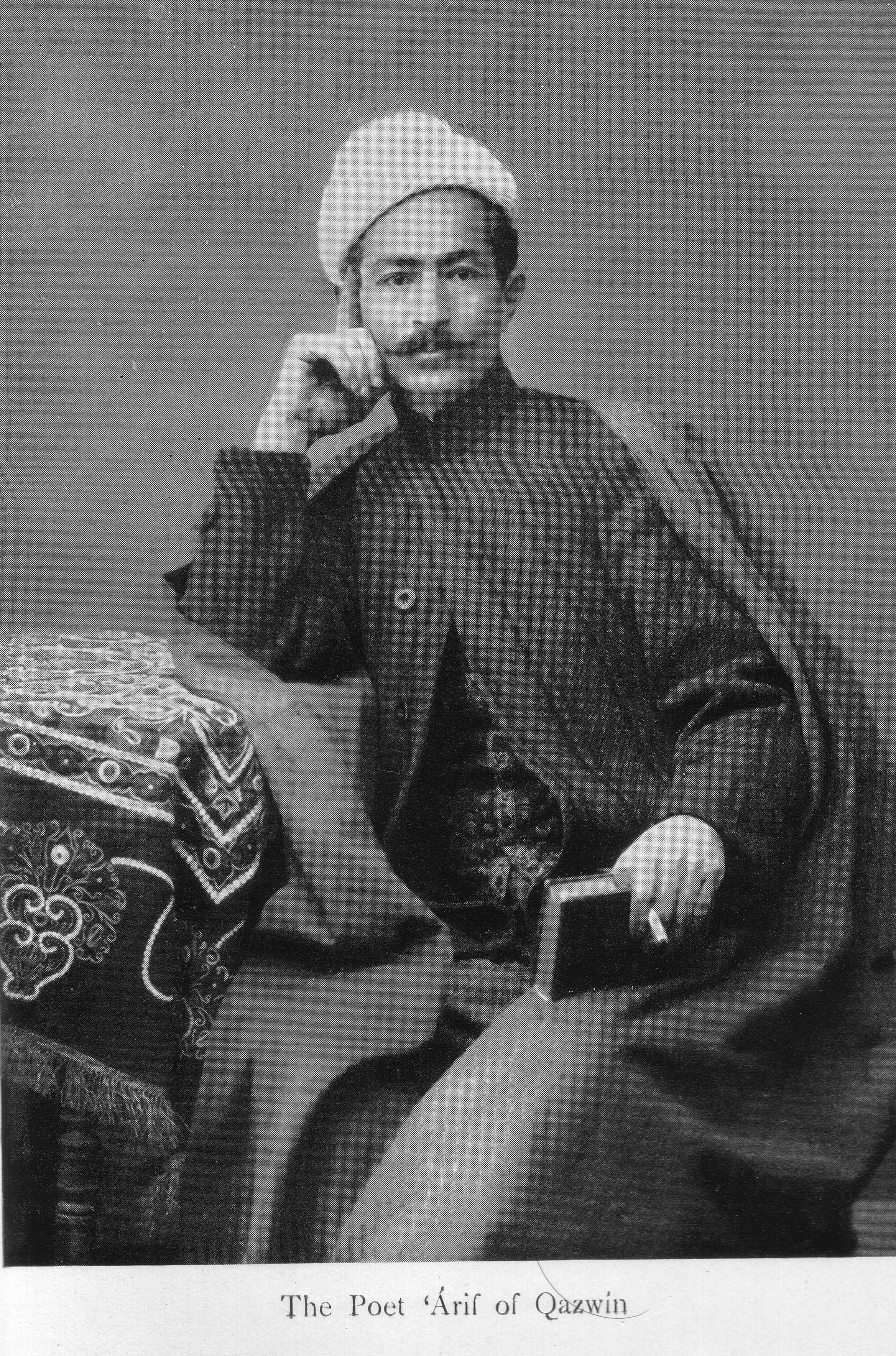
アーレフ・ガズヴィーニー

アブルカセム・アーレフ・ガズヴィーニー (Abolqassem Aref Qazvini, ペルシア語: ابوالقاسم‌ عارف قزوینی, 1880年 – 1933年1月21日)は作家でありイランの国民詩人。またペルシア伝統音楽の作曲家であり歌手でもあった。

## バイオグラフィー
1880年ガズヴィーン生まれ。13歳から音楽をHaji Sadeq Kharraziに師事する。声が美しいことで評判になり若くして賞賛を集め、かなり若い時から作曲も始めている。イスタンブールのDar Al Alhanにて学ぶ。イランに戻り、当初は音楽学校を設立するつもりでいたが、当時の状況によりその希望は実現されることはなかった。1906年から1911年のイラン立憲革命が始まるにつれ自由主義派に加わり、彼の歌と楽曲は多くの支持を集めた。
彼は社会や政治問題の中心的なテーマを歌にした。社会を導き、人々が社会的な権利に親しむために、彼の歌は重要な役割を果たした。こういった楽曲の性格が今日でも通用するものとして、音楽家は彼の曲を演奏し続けている。
1933年1月21日、ハマダーンにて死去した。彼の墓はイブン・スィーナーの霊廟に隣接している。彼の詩と歌は詩集に収められている。